# Mrežni marketing
Mrežni marketing (engl. Network Marketing, ili  Multi-Level-Marketing (MLM), marketing po preporuci na području marketinga), označava sustav koji koristi preporuke osobe od povjerenja za svrhu poslovanja pri prodaji roba ili usluga.  

## Svojstva mrežnog marketinga
Mrežni marketing način je distribucije u kojem tvrtka prodaje svoje proizvode putem samostalnih distributera krajnjim kupcima. Kupci također mogu djelovati kao samostalni „konzultanti“ ili prodavači i u ponovnoj prodaji proizvoda. 
U mrežnom marketingu ne radi se o čistoj izravnoj prodaji ili izravnom marketingu, pri kojem se izravno u maloprodaji prodaju proizvodi tvrtke koja proizvodi. Glavna značajka mrežog marketinga strogo je okomita struktura sustava distribucije.
Pojam „mreže“ naime nije ispravan jer su strukture u mreži vodoravno, okomito i dijagonalno povezane jedne s drugima i međusobno djeluju.
U mrežnom marketingu, međutim, od vrha do dna vlada strogo hijerarhijska struktura po okomici. Ova struktura dovodi do brojčano raširenog distribucijskog sustava s velikim brojem samostalnih konzultanata. 

### Razlika između mrežnog marketinga i izravne prodaje
Premda se obje vrste prodaje temelje na osobnim preporukama, razlikuju se u nekoliko bitnih točaka. 
Kod izravne prodaje tvrtka svoje proizvode ili usluge izravno nudi krajnjim korisnicima, bez posrednika ili preprodavača. 
Sustavom mrežnog marketinga proizvode prodaju ili posreduju samostalni prodavači. 
Pri izravnoj porodaji tvrtka koristi u prodaji zaposljeno specijalizirano osoblje. Umreženik će samo zaraditi proviziju ako uspije prodati određenu uslugu ili proizvod.

## Razvoj mrežnog marketinga
Mrežni marketing prvotvorno je koristila tvrtka Amway. 

## Proizvodi i tržišta
Mrežnim marketingom uglavnom se distribuiraju sljedeći proizvodi: 
- vitaminski preparati
- sredstva za mršavljenje, dijetetski dodatci
- voćni sokovi, kao primjerice Noni
- kozmetika i osobna njega
- mirisi
- sredstva za čišćenje
- nakit i kucni pribor (filteri za vodu)
- tekstil, igračke
- osiguranja
- pribor za domaćinstvo, telekomunikacije
- sve što svaki čovjek svaki dan ionako troši. Najnoviji oblik MLM-a. Poput Cashback World-a i SCnet kompanije

## Kritika

### Stručna kompetencija konzultanata
Na djelatnost u većini tvrtki mrežnoga marketinga ne uvjetuju specifične kvalifikacije. Trgovac ili zastupnik od samog je početka sam odgovoran za svoje poslovanje, urede i knjigovodstvo. Uobičajeno kao mentor djeluje osoba iz njegove tzv. upline (izraz je na engleskom) koja sudjeluje u zaradi od prodaje podređenima. Upline u mrežnom marketingu označavaju osobe koje su na višem položaju u hijerarhiji. 
Interne obuke uglavnom su ograničene na proizvod i rukovanje, ali bez daljnih kvalifikacija. 
Mnoge tvrtke mrežnog marketinga u potrazi za novim suradnicima kao ključni element predstavljaju mogućnost visokih zarada pri izgradnji vlastitih struktura i predstavnicima povjerenstava po nižim razinama.

### Zloupotreba povjerenja
Kritičari također navode da se u mrežnom marketingu koristi osobni odnos povjerenja kako bi se sumnjive i besmislene proizvode prodavalo na tržištu. Neke sumnjive tvrtke nude proizvode i usluge koje često ne djeluju na način kako se obećava ili prodavaču obećavaju pretjerani poslovni uspjeh. Često se prodavače MLM proizvoda zbog nedjelotvornih učinaka na zdravlje optužuje šarlatanstvom. 
Posebno u području hrane, dodataka i kozmetičkih preparata, kao što je Noni ili Aloe Vera. Usprkos visokim cijenama rijetko se dostižu obećani učinci. Znanstvena istraživanja uglavnom ne pokazuju učinke. 
Uspostava osobnog odnosa posebno je izražena u financijskom sektoru mrežnog marketinga. Preko osobnog odnosa i povjerenja prodaju se sumnjičavi i precijenjeni proizvodi koje bi u tradicionalnim kanalima distribucije bilo teško ili nemoguće prodati. 

### Potraga za novim suradnicima putem oglasa
Tipično obilježje mrežnog marketinga je da se pri oglašavanju u ponudama zaposlenja ne opisuje djelatnost. Riječima poput "rad kod kuće", "samostalnost" i "slobodno određivanje radnog vremena" uz istodobno vrlo velike dohodke, kao što su "500-6000 € na mjesec" vrlo su česte.
Posao se nudi u tiskanim medijima, na letcima, naljepnicama, a oglašivači sami snose njihov trošak. Ponekad se vrši pritisak ili uvjetuje suradnja s početnim ulaganjima i skladištenje robe za obećanje velikih provizija. 
Prodavači uglavnom ne primaju plaće ili slične fiksne i od prodaje neovisne isplate. 
Često se izjavljuje da si navodno svatko može odrediti koliko za svaki dan ili mjesec želi zaraditi. "Kvaka" ili glavni uvjet je međutim da prodaja cvate. 
Važan preduvjet za uspjeh mrežnoga marketinga je kvaliteta i količina zastupnika koje distributor (tzv. “sponzor“) pridobije. Potraga za suradnicima obično počinje prvo s rođacima, prijateljima i poznanicima ("toplo tržište") pri čemu te osobe smatra sve češće potencijalnim kupcima.

### Poduzetnički rizik
Za razliku od posla u tvrtci uz plaću kao zaposlenik, tvrtke iz mrežnog marketinga ne ulaze u takav poduzetnički rizik. Osoba koja radi u mrežnom marketingu sama za sebe snosi poduzetnički rizik. Dohodci se isključivo sastoje od provizije te od provizije od svojih podređenih iz tzv. „downline“. Slično kao u tzv. "piramidama sreće" postoji vrlo mali broj uspješnih ljudi, no postoji velik broj ljudi koji izgube uložena sredstva i vrijeme te dožive razočarenje ili neuspjeh.